# St. Nikolaus (Impfingen)

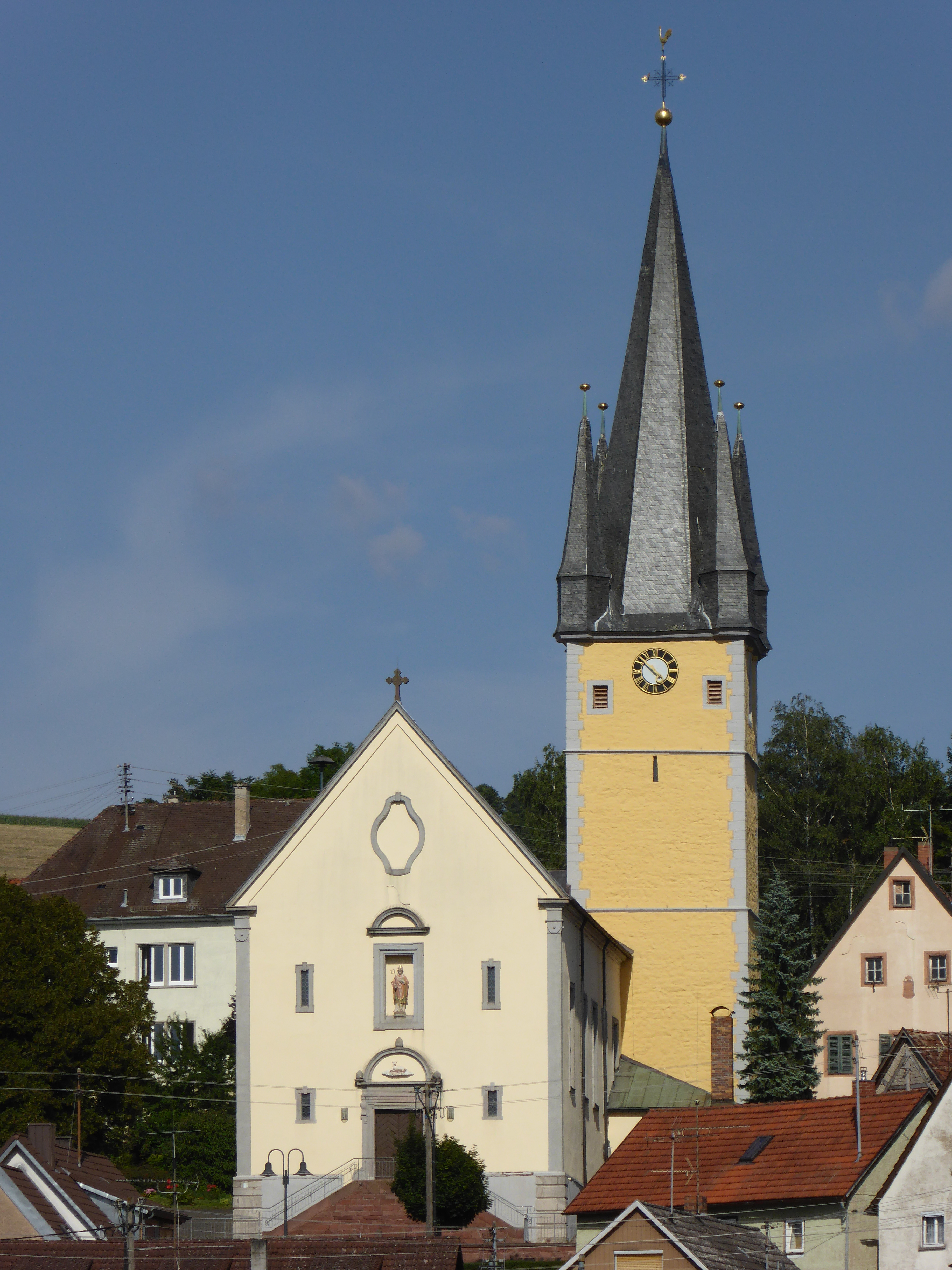
St. Nikolaus in Impfingen (2016)

Die römisch-katholische Pfarrkirche St. Nikolaus (auch Nikolauskirche) in Impfingen, einem Stadtteil von Tauberbischofsheim im Main-Tauber-Kreis in Baden-Württemberg, wurde im 18. und 20. Jahrhundert erweitert.

## Geschichte
Erweiterungen der Kirche gab es von 1700 bis 1704 und 1904.
Die Impfinger Nikolauskirche gehört zur Seelsorgeeinheit Tauberbischofsheim, die dem Dekanat Tauberbischofsheim des Erzbistums Freiburg zugeordnet ist.

## Architektur und Ausstattung

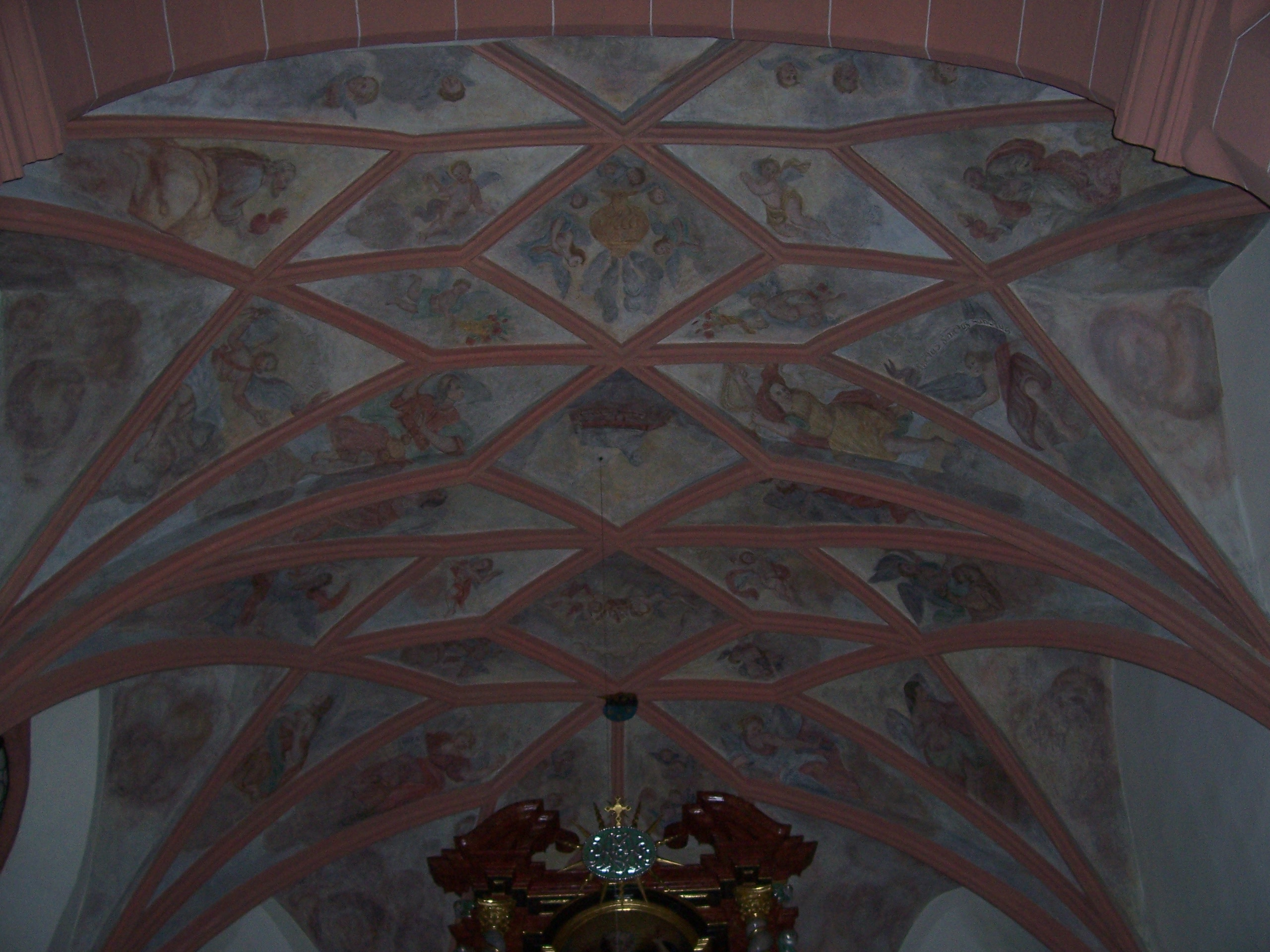
Ausgemalte Decke im Chor der Nikolauskirche in Impfingen

Die Nikolauskirche hat einen gotischen Turm und Chor.
Sie enthält mittelalterliche und barocke Fresken im gotischen Netzgewölbe.

### Altäre

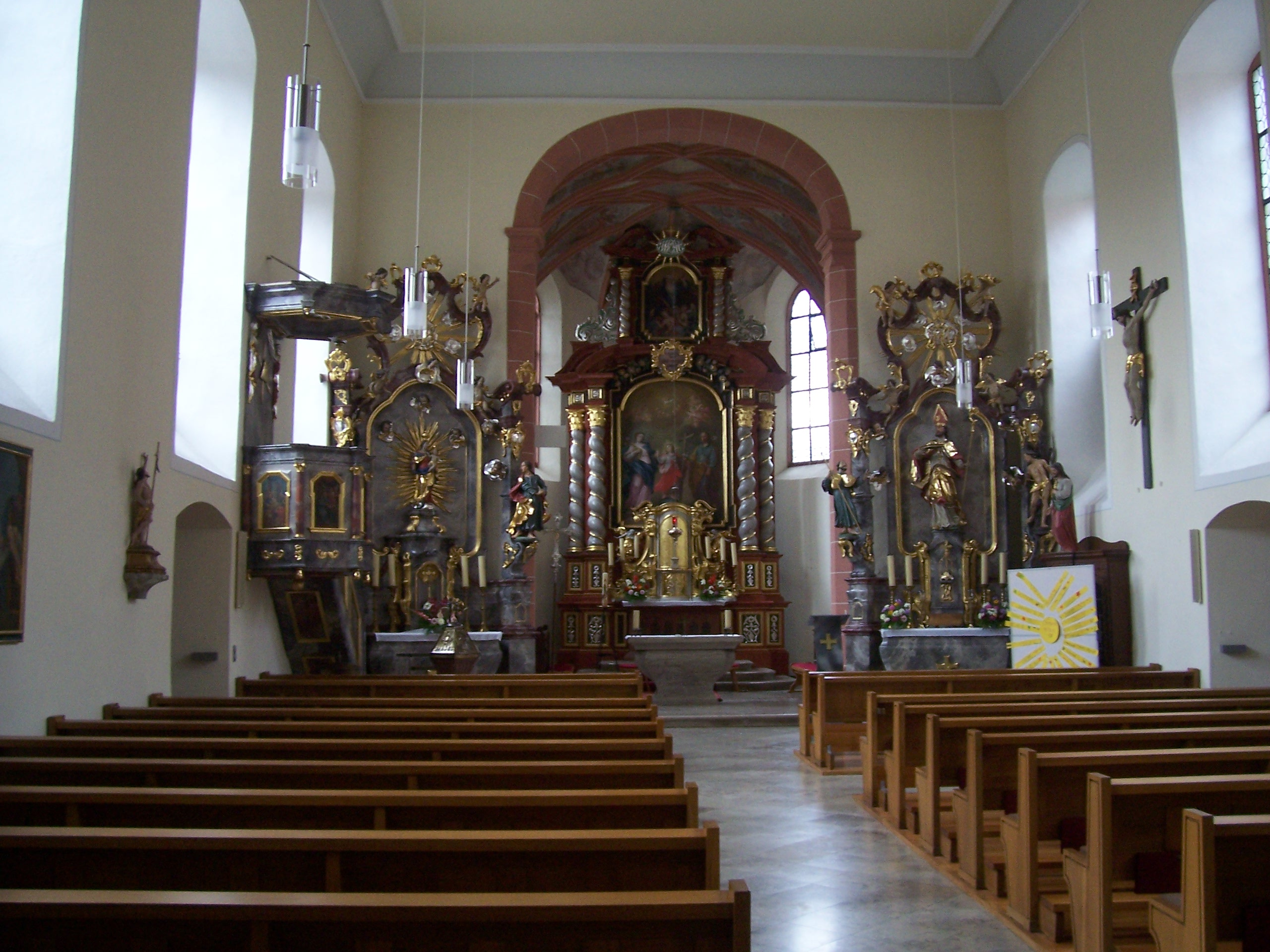
Innenansicht der Nikolauskirche in Impfingen

Zur Ausstattung der Kirche zählen Altäre aus der Werkstatt der Brüder Schäfer aus Karlstadt am Main, die zwischen 1770 und 1772 gefertigt wurden.

### Glocken
Im Kirchturm hängt ein fünfstimmiges Glockengeläut aus Bronze. Zwei dieser Glocken stammen aus dem 18. Jahrhundert. Die weiteren stammen aus dem 20. Jahrhundert.
| Glocke | Gießer                      | Gussjahr | Durchmesser | Gewicht | Schlagton |
| ------ | --------------------------- | -------- | ----------- | ------- | --------- |
| 1      | Jacob Gachot, Würzburg      | 1794     | 1115 mm     | 900 kg  | fis1 - 4  |
| 2      | F. W. Schilling, Heidelberg | 1955     | 920 mm      | 516 kg  | a1 - 1    |
| 3      | F. W. Schilling, Heidelberg | 1955     | 810 mm      | 351 kg  | h1 - 2    |
| 4      | Karlsruher Glockengießerei  | 1984     | 710 mm      | 236 kg  | d2 - 1    |
| 5      | (Witwe von Lorenz Roth)     | 1784     | 470 mm      | 55 kg   | gis2 + 6  |